# Pentágono
Na geometria, um pentágono (do grego πέντε (pente) "cinco" + γωνία (gonia) "ângulos" ) é qualquer polígono com cinco lados.  A soma dos ângulos internos em um polígono pentagonal é 540°.
Um pentágono pode ser simples ou autointerseccional. Um "pentágono regular" autointerseccional (ou "pentágono estrela") é chamado de pentagrama.

## Pentágonos regulares

Lado, raio da circunferência circunscrita, apótema, altura, diagonal

Um pentágono regular tem símbolo de Schläfli {5} e ângulos internos de 108°.
Um pentágono pentágono regular tem cinco linhas de simetria reflexiva e simetria rotacional de ordem 5 (através de 72°, 144°, 216° e 288°). As diagonais de um pentágono regular convexo estão na razão áurea em relação aos seus lados. Dado o comprimento do seu lado {\displaystyle t,} sua altura {\displaystyle H} (distância de um lado ao vértice oposto), largura {\displaystyle W} (distância entre dois pontos mais distantes, que é igual ao comprimento da diagonal {\displaystyle D}) e circunraio {\displaystyle R} são dados por:
{\displaystyle {\begin{aligned}H&={\frac {\sqrt {5+2{\sqrt {5}}}}{2}}~t\approx 1.539~t,\\W=D&={\frac {1+{\sqrt {5}}}{2}}~t=\varphi .t\approx 1.618~t,\\W&={\sqrt {2-{\frac {2}{\sqrt {5}}}}}\cdot H\approx 1.051~H,\\R&={\sqrt {\frac {5+{\sqrt {5}}}{10}}}t\approx 0.8507~t,\\D&=R\ {\sqrt {\frac {5+{\sqrt {5}}}{2}}}=2R\cos 18^{\circ }=2R\cos {\frac {\pi }{10}}\approx 1.902~R.\end{aligned}}}

### Área de um pentágono regular
A área de um pentágono regular com comprimento lateral {\displaystyle t} é dada por
{\displaystyle {\begin{aligned}A&={\frac {t^{2}{\sqrt {25+10{\sqrt {5}}}}}{4}}={\frac {5t^{2}\tan 54^{\circ }}{4}}\\&={\frac {{\sqrt {5(5+2{\sqrt {5}})}}\;t^{2}}{4}}={\frac {t^{2}{\sqrt {4\varphi ^{5}+3}}}{4}}\approx 1.720~t^{2}\end{aligned}}}
Se o circunraio {\displaystyle R} de um pentágono regular for dado, seu comprimento de aresta {\displaystyle t} será encontrado pela expressão
{\displaystyle t=R\ {\sqrt {\frac {5-{\sqrt {5}}}{2}}}=2R\sin 36^{\circ }=2R\sin {\frac {\pi }{5}}\approx 1.176~R,}
e sua área é
{\displaystyle A={\frac {5R^{2}}{4}}{\sqrt {\frac {5+{\sqrt {5}}}{2}}};}
Como a área do círculo circunscrito é {\displaystyle \pi R^{2},} o pentágono regular preenche aproximadamente 0,7568 de seu círculo circunscrito.

A área do pentágono regular A pode ser calculada em função do lato t
{\displaystyle A={\frac {5t^{2}}{4}}{\sqrt {1+{\frac {2}{\sqrt {5}}}}}}
Sabendo-se que o proporção áurea {\displaystyle \varphi } é equivalente a {\displaystyle {\frac {1+{\sqrt {5}}}{2}}}, a área A pode ser expresso como
{\displaystyle A={\frac {t^{2}}{4}}{\sqrt {73+20\varphi }}}

### Derivação da fórmula da área
A área de qualquer polígono regular é:
{\displaystyle A={\frac {1}{2}}Pr}
onde P é o perímetro do polígono e r é o apótema). Substituindo os valores do pentágono regular por P e r, obtém-se a fórmula
{\displaystyle A={\frac {1}{2}}\cdot 5t\cdot {\frac {t\tan {\mathord {\left({\frac {3\pi }{10}}\right)}}}{2}}={\frac {5t^{2}\tan {\mathord {\left({\frac {3\pi }{10}}\right)}}}{4}}}
com o lado de comprimento t.

### Raio dacircunferência inscrita
Semelhante a todo polígono convexo regular, o pentágono convexo regular tem um círculo inscrito. A apótema, que é o raio r do círculo inscrito, de um pentágono regular está relacionado ao comprimento do lado t por
{\displaystyle r={\frac {t}{2\tan {\mathord {\left({\frac {\pi }{5}}\right)}}}}={\frac {t}{2{\sqrt {5-{\sqrt {20}}}}}}\approx 0.6882\cdot t.}
Outra forma de calcular o raio r da circunferência inscrita do pentágono é
{\displaystyle r=\left({\sqrt {\frac {5+2{\sqrt {5}}}{2}}}\right)t.}
Sabendo-se que o proporção áurea {\displaystyle \varphi } é equivalente a {\displaystyle {\frac {1+{\sqrt {5}}}{2}}}, o raio r pode ser expresso como
{\displaystyle r=\left({\sqrt {{\frac {3}{2}}+2\varphi }}\right)t.}

### Raio do círculo circunscrito
Para calcular o raio R da circunferência inscrita do pentágono é
{\displaystyle R=\left({\sqrt {\frac {10+2{\sqrt {5}}}{2}}}\right)t.}
Utilizando-se a proporção áurea {\displaystyle \varphi } na fórmula acima, o raio R é equivalente a
{\displaystyle R=\left({\sqrt {3+2\varphi }}\right)t.}

### Cordas do círculo circunscrito aos vértices
Como todo polígono convexo regular, o pentágono convexo regular possui um círculo circunscrito. Para um pentágono regular com vértices sucessivos A, B, C, D, E, se P for qualquer ponto no círculo circunscrito entre os pontos B e C, então PA + PD = PB + PC + PE.

### Ponto no plano
Para um ponto arbitrário no plano de um pentágono regular com raio circunscrito {\displaystyle R}, cujas distâncias ao centroide do pentágono regular e seus cinco vértices são {\displaystyle L} e {\displaystyle d_{i}}
respectivamente, temos
{\displaystyle {\begin{aligned}\textstyle \sum _{i=1}^{5}d_{i}^{2}&=5\left(R^{2}+L^{2}\right),\\\textstyle \sum _{i=1}^{5}d_{i}^{4}&=5\left(\left(R^{2}+L^{2}\right)^{2}+2R^{2}L^{2}\right),\\\textstyle \sum _{i=1}^{5}d_{i}^{6}&=5\left(\left(R^{2}+L^{2}\right)^{3}+6R^{2}L^{2}\left(R^{2}+L^{2}\right)\right),\\\textstyle \sum _{i=1}^{5}d_{i}^{8}&=5\left(\left(R^{2}+L^{2}\right)^{4}+12R^{2}L^{2}\left(R^{2}+L^{2}\right)^{2}+6R^{4}L^{4}\right).\end{aligned}}}
If {\displaystyle d_{i}} are the distances from the vertices of a regular pentagon to any point on its circumcircle, then
{\displaystyle 3\left(\textstyle \sum _{i=1}^{5}d_{i}^{2}\right)^{2}=10\textstyle \sum _{i=1}^{5}d_{i}^{4}.}

### Construções geométricas
O pentágono regular pode ser construído com régua e compasso, visto que 5 é um primo de Fermat. Diversos métodos são conhecidos para a construção de um pentágono regular. Alguns são discutidos a seguir.

#### Método de Richmond

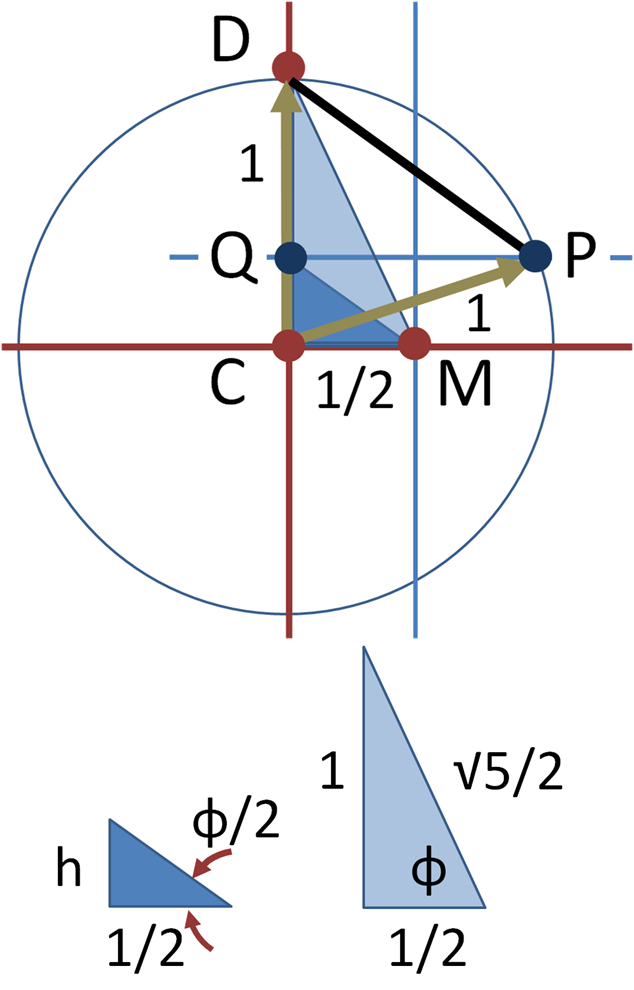

One method to construct a regular pentagon in a given circle is described by Richmond e discutido mais detalhadamente em Polyhedra de Cromwell.
O painel superior mostra a construção usada no método de Richmond para criar o lado do pentágono inscrito. O círculo que define o pentágono tem raio unitário. Seu centro está localizado no ponto "C" e um ponto médio "M" está marcado na metade de seu raio. https://en.wikipedia.org/wiki/Pentagon Este ponto é unido à periferia verticalmente acima do centro no ponto "D". O ângulo "CMD" é bissetado, e a bissetriz intercepta o eixo vertical no ponto "Q". Uma reta horizontal que passa por "Q" intercepta o círculo no ponto "P", e a corda "PD" é o lado necessário do pentágono inscrito.
Para determinar o comprimento deste lado, os dois triângulos retângulos "DCM" e "QCM" são representados abaixo do círculo. Usando o teorema de Pitágoras e dois lados, a hipotenusa do triângulo maior é encontrada como {\displaystyle \scriptstyle {\sqrt {5}}/2}. O lado h do triângulo menor é então encontrado usando a fórmula do ângulo metade:
{\displaystyle \tan(\phi /2)={\frac {1-\cos(\phi )}{\sin(\phi )}}\ ,}
onde o cosseno e o seno de ϕ são conhecidos a partir do triângulo maior. O resultado é:
{\displaystyle h={\frac {{\sqrt {5}}-1}{4}}\ .}
Se DP for realmente o lado de um pentágono regular, {\displaystyle m\angle \mathrm {CDP} =54^{\circ }}, então DP = 2 cos(54°), QD = DP cos(54°) = 2cos2(54°), e CQ = 1 − 2cos2(54°), que é igual a −cos(108°) pelo cosseno fórmula do ângulo duplo. Este é o cosseno de 72°, que é igual a {\displaystyle \left({\sqrt {5}}-1\right)/4} como desejado.

#### Círculos de Carlyle

Método usindo círculos de Carlyle

O círculo de Carlyle foi inventado como um método geométrico para encontrar as raízes de uma equação quadrática. This methodology leads to a procedure for constructing a regular pentagon. The steps are as follows:
1. Desenhe um círculo no qual inscrever o pentágono e marque o ponto central O.
2. Desenhe uma reta horizontal passando pelo centro do círculo. Marque a intersecção à esquerda com o círculo como ponto B.
3. Construa uma reta vertical passando pelo centro. Marque uma intersecção com o círculo como ponto A.
4. Construa o ponto M como ponto médio de O e B.
5. Desenhe um círculo centrado em M passando pelo ponto A. Marque sua intersecção com a reta horizontal (dentro do círculo original) como ponto W e sua intersecção fora do círculo como ponto V.
6. Desenhe um círculo de raio OA e centro W. Ele intercepta o círculo original em dois dos vértices do pentágono.
7. Desenhe um círculo de raio OA e centro V. Ele intercepta o círculo original em dois dos vértices do pentágono.
8. O quinto vértice é a intersecção mais à direita da reta horizontal com o círculo original.

Os passos 6 a 8 são equivalentes à versão a seguir, mostrada na animação:
6a. Construa o ponto F como o ponto médio de O e W.
7a. Construa uma reta vertical passando por F. Ela intercepta o círculo original em dois dos vértices do pentágono. O terceiro vértice é a intersecção mais à direita da reta horizontal com o círculo original.
8a. Construa os outros dois vértices usando o compasso e o comprimento do vértice encontrado no passo 7a.

#### Método de Euclides

Método de Euclides para pentágono em um círculo dado, usando o triângulo áureo, animação de 1 min 39 s

Um pentágono regular é construível usando um compasso e régua, seja inscrevendo um em um círculo dado ou construindo um em uma aresta dada. Este processo foi descrito por Euclides em seus Elementos por volta de 300 a.C.

### Métodos de construção geométrica

Dobradura de um nó de uma fita de papel

- Um pentágono regular pode ser criado a partir de uma tira de papel, dando um nó simples na tira e achatando cuidadosamente o nó puxando as pontas da tira de papel. Dobrar uma das pontas sobre o pentágono revelará um pentagrama quando iluminado por trás. [9]
- Construa um hexágono regular em papel cartão ou cartolina. Vinque ao longo dos três diâmetros entre os vértices opostos. Corte de um vértice ao centro para formar uma aba triangular equilátera. Fixe essa aba sob a vizinha para formar uma pirâmide pentagonal. A base da pirâmide é um pentágono regular.

### Simetria

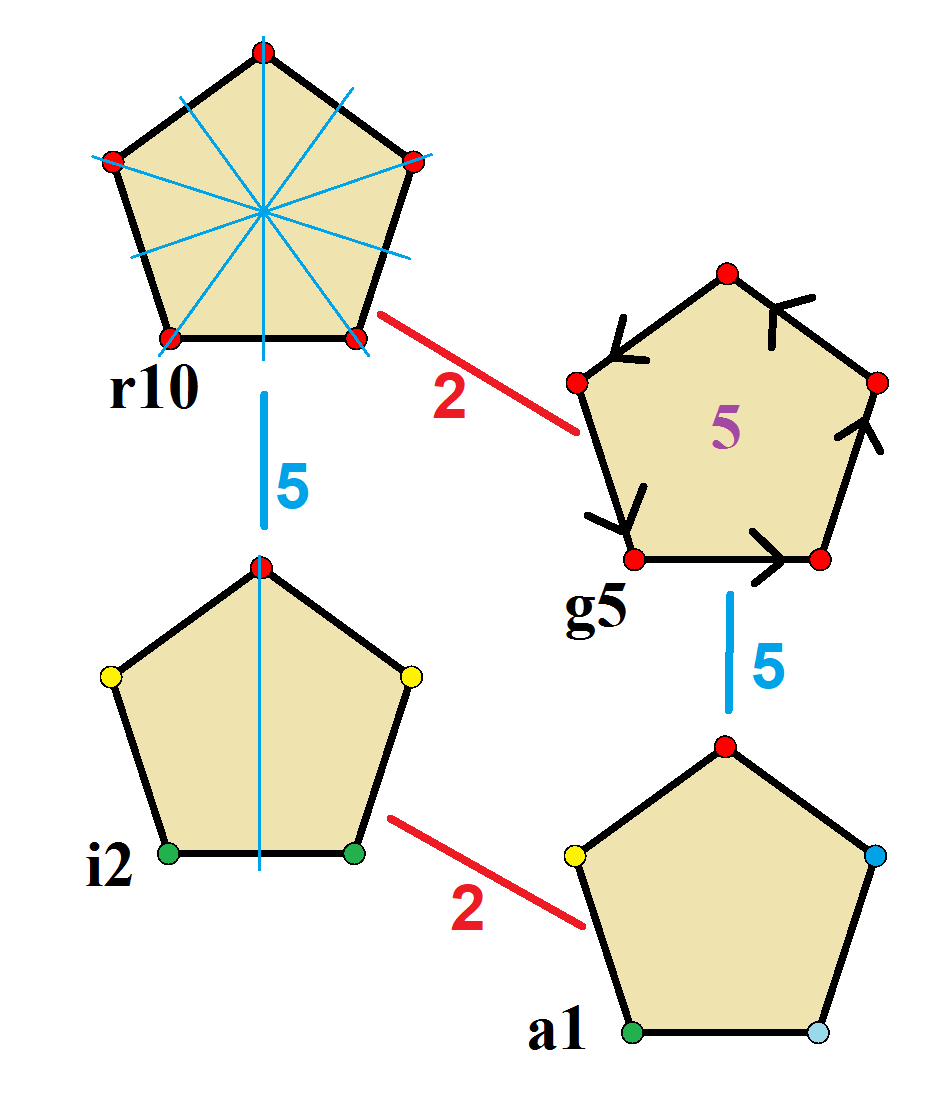
Simetrias de um pentágono regular. Os vértices são coloridos de acordo com suas posições de simetria. Linhas espelhadas azuis são traçadas através dos vértices e arestas. As ordens de rotação são dadas no centro.

O "pentágono regular" tem simetria Dih5, ordem 10. Como 5 é um número primo, há um subgrupo com simetria diedral: Dih1, e 2 simetrias de grupo cíclico: Z5 e Z1.
Essas 4 simetrias podem ser vistas em 4 simetrias distintas no pentágono. John Conway os rotula por uma letra e ordem de grupo. A simetria completa da forma regular é r10 e nenhuma simetria é rotulada como a1. As simetrias diedrais são divididas dependendo se passam por vértices (d para diagonais) ou arestas (p para perpendiculares), e i quando as linhas de reflexão passam por arestas e vértices. As simetrias cíclicas na coluna do meio são rotuladas como g para suas ordens de giração central.
Cada simetria de subgrupo permite um ou mais graus de liberdade para formas irregulares. Apenas o subgrupo g5 não possui graus de liberdade, mas pode ser visto como arestas direcionadas.

### Pentagrama regular
Um pentagrama ou pentágono é um pentágono regular estrela. Seu símbolo Schläfli é {5/2}. Seus lados formam as diagonais de um pentágono convexo regular – neste arranjo, os lados dos dois pentágonos estão na proporção áurea.

## Pentágonos equiláteros

Pentágono equilátero construído com quatro círculos iguais dispostos em cadeia.

Um pentágono equilátero é um polígono com cinco lados de igual comprimento. No entanto, seus cinco ângulos internos podem assumir uma série de conjuntos de valores, permitindo-lhe formar uma família de pentágonos. Em contraste, o pentágono regular apresenta similaridade única, pois é equilátero e equiangular (seus cinco ângulos são iguais).

## Pentágonos cíclicos
Um pentágono cíclico é aquele em que um círculo denominado circuncírculo passa por todos os cinco vértices. O pentágono regular é um exemplo de pentágono cíclico. A área de um pentágono cíclico, regular ou não, pode ser expressa como um quarto da raiz quadrada de uma das raízes de uma equação séptica cujos coeficientes são funções dos lados do pentágono.
Existem pentágonos cíclicos com lados e áreas racionais; estes são chamados de pentágonos de Robbins. Foi provado que as diagonais de um pentágono de Robbins devem ser todas racionais ou todas irracionais, e conjectura-se que todas as diagonais devem ser racionais.

## Pentágonos convexos gerais
Para todos os pentágonos convexos com lados {\displaystyle a,b,c,d,e} e diagonais {\displaystyle d_{1},d_{2},d_{3},d_{4},d_{5}}, a seguinte desigualdade é válida::p.75,#1854
{\displaystyle 3(a^{2}+b^{2}+c^{2}+d^{2}+e^{2})>d_{1}^{2}+d_{2}^{2}+d_{3}^{2}+d_{4}^{2}+d_{5}^{2}}.

## Pentágonos em mosaico

O agrupamento mais conhecido de pentágonos regulares de tamanhos iguais em um plano é uma estrutura de rede dupla que cobre 92,131% do plano.

Um pentágono regular não pode aparecer em nenhum mosaico de polígonos regulares. Primeiro, para provar que um pentágono não pode formar um ladrilho regular (em que todas as faces são congruentes, exigindo, portanto, que todos os polígonos sejam pentágonos), observe que 360° / 108° = 31⁄3 (onde 108° é o ângulo interno), que não é um número inteiro; portanto, não existe um número inteiro de pentágonos compartilhando um único vértice e sem lacunas entre eles. Mais difícil é provar que um pentágono não pode estar em nenhum mosaico de aresta a aresta formado por polígonos regulares:
A densidade de empacotamento máxima conhecida de um pentágono regular é (5 - 5)/3 ≤ 0,921, alcançada pelo empacotamento de rede dupla mostrado. Em uma pré-impressão publicada em 2016, Thomas Hales e Wöden Kusner anunciaram uma prova de que esse empacotamento de rede dupla do pentágono regular (conhecido como o projeto de rede chinesa "raio de gelo pentagonal", datado por volta de 1900) tem a densidade ótima entre todos os empacotamentos de pentágonos regulares no plano.
Não há combinações de polígonos regulares com 4 ou mais polígonos que se encontram em um vértice e que contenham um pentágono. Para combinações com 3, se 3 polígonos se encontram em um vértice e um deles tem um número ímpar de lados, os outros 2 devem ser congruentes. A razão para isso é que os polígonos que tocam as arestas do pentágono devem se alternar em torno do pentágono, o que é impossível devido ao número ímpar de lados do pentágono. Para o pentágono, isso resulta em um polígono cujos ângulos são todos (360 − 108) / 2 = 126°. Para encontrar o número de lados que este polígono tem, o resultado é 360 / (180 − 126) = 62⁄3, que não é um número inteiro. Portanto, um pentágono não pode aparecer em nenhum mosaico feito por polígonos regulares.
Existem 15 classes de pentágonos que podem ladrilhar o plano monoédrico. Nenhum dos pentágonos possui simetria em geral, embora alguns apresentem casos especiais com simetria de espelho.
| 1  | 2  | 3  | 4  | 5  |
| -- | -- | -- | -- | -- |
|    |    |    |    |    |
| 6  | 7  | 8  | 9  | 10 |
|    |    |    |    |    |
| 11 | 12 | 13 | 14 | 15 |
|    |    |    |    |    |

## Pentágonos em poliedros
| Ih         | Th         | Td         | O                         | I                        | D5d                  |
| ---------- | ---------- | ---------- | ------------------------- | ------------------------ | -------------------- |
|            |            |            |                           |                          |                      |
| Dodecaedro | Piritoedro | Tetartoide | Icositetraedro pentagonal | Hexacontaedro pentagonal | Trapezoedro truncado |

## Pentágonos na natureza

### Plantas

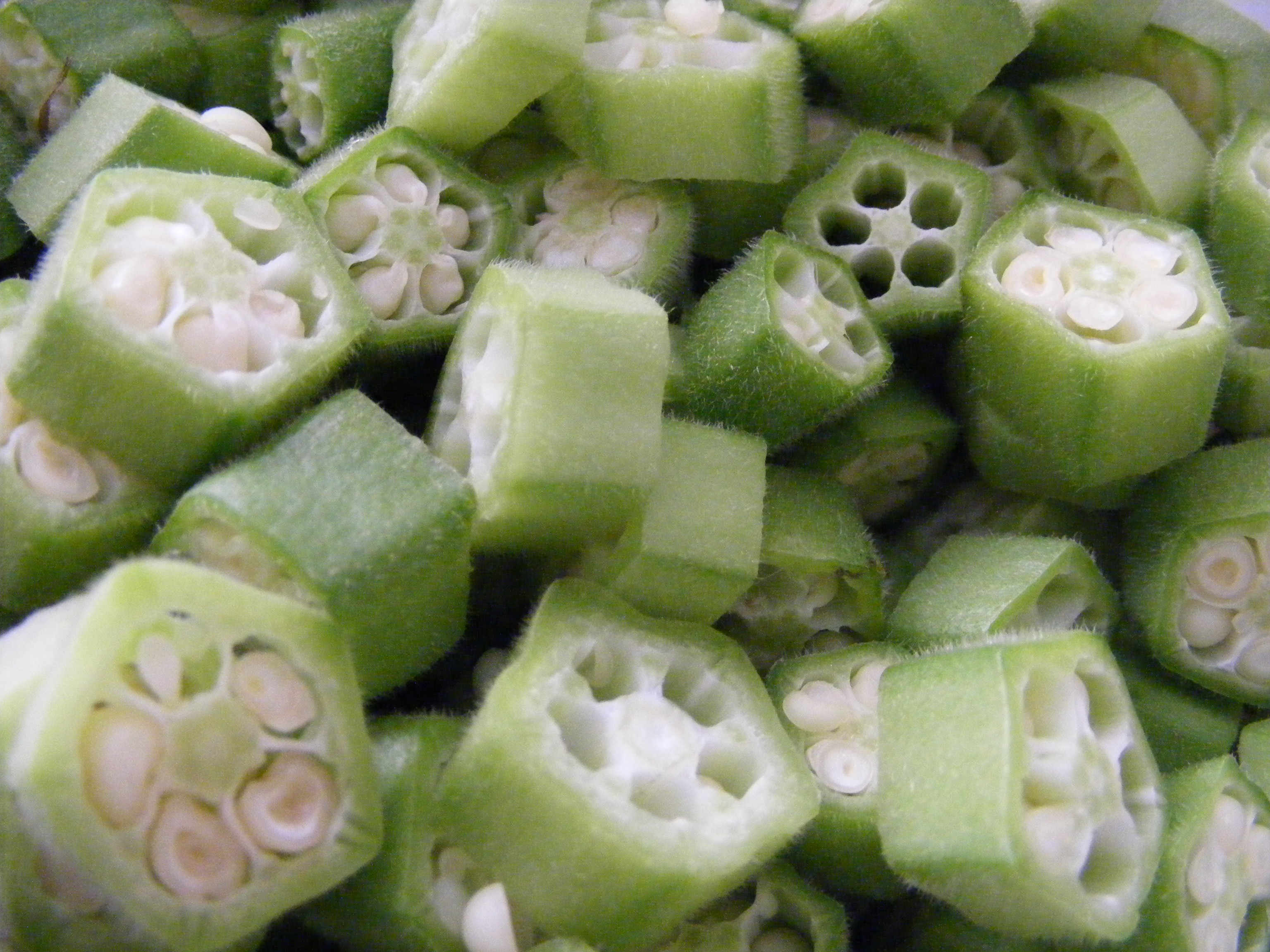
Secções transversais pentagonais do quiabo.
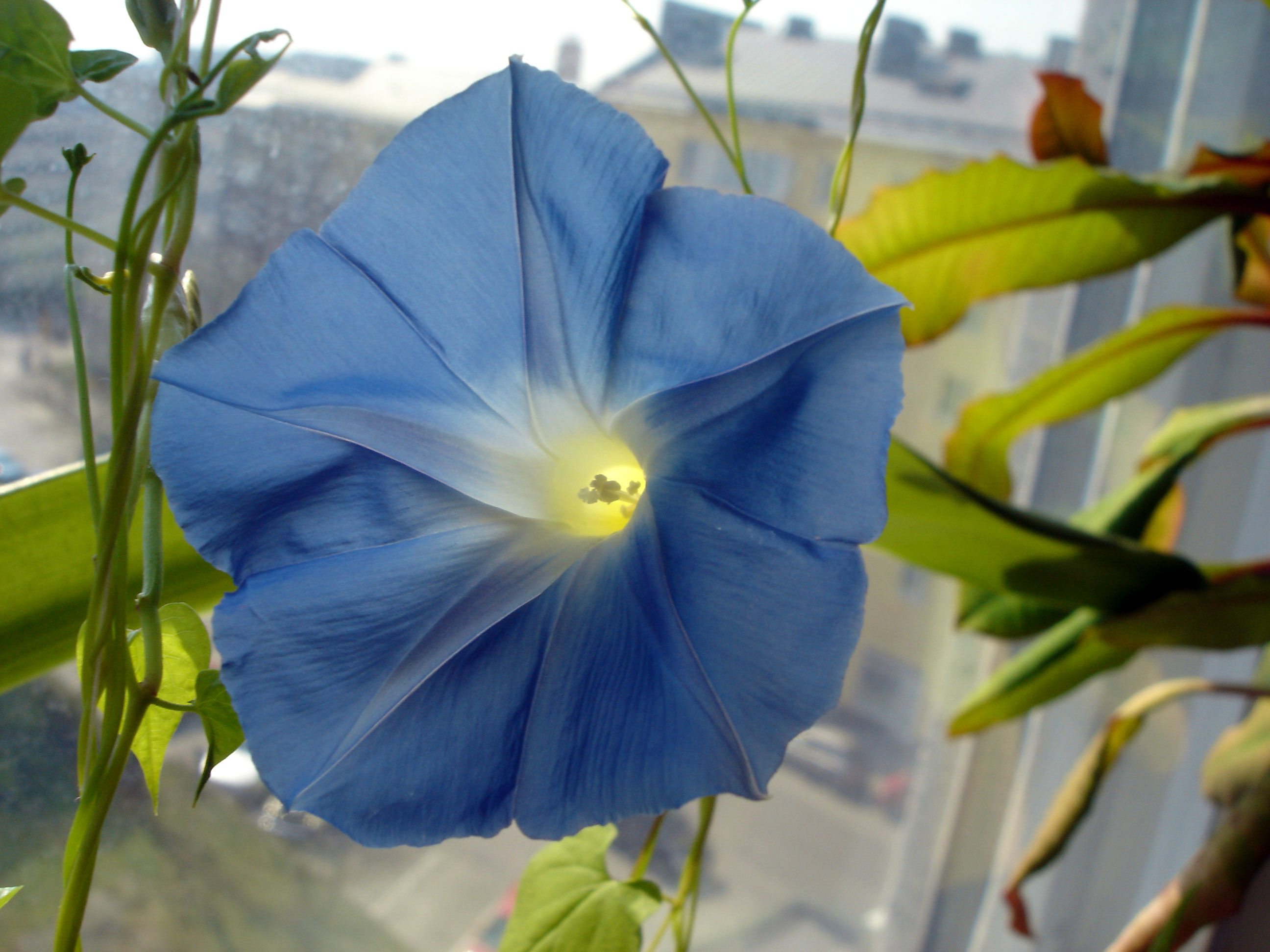
Petúnia, como muitas outras flores, apresenta uma forma pentagonal.
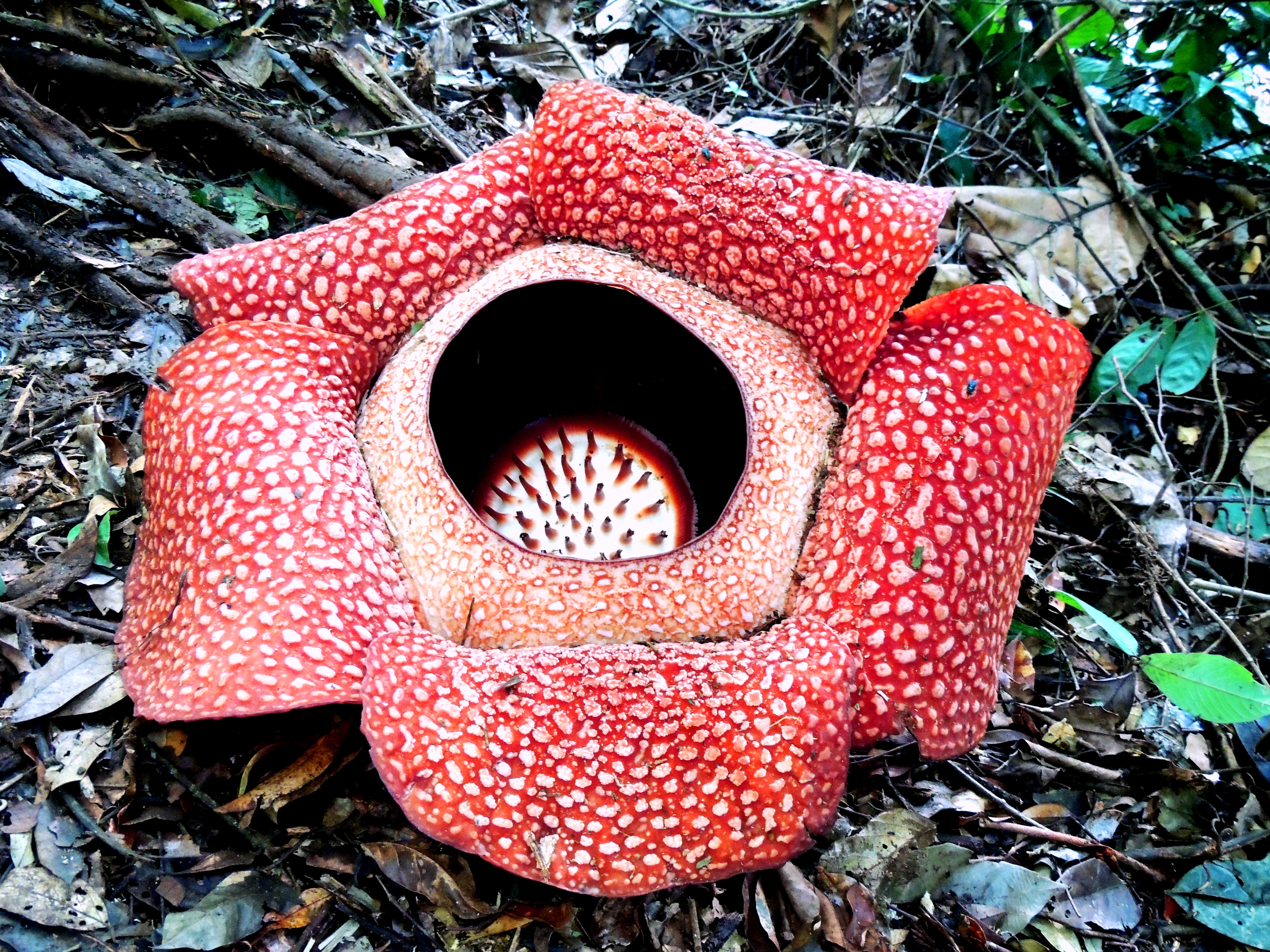
Perigone tubo da flor Rafflesia.
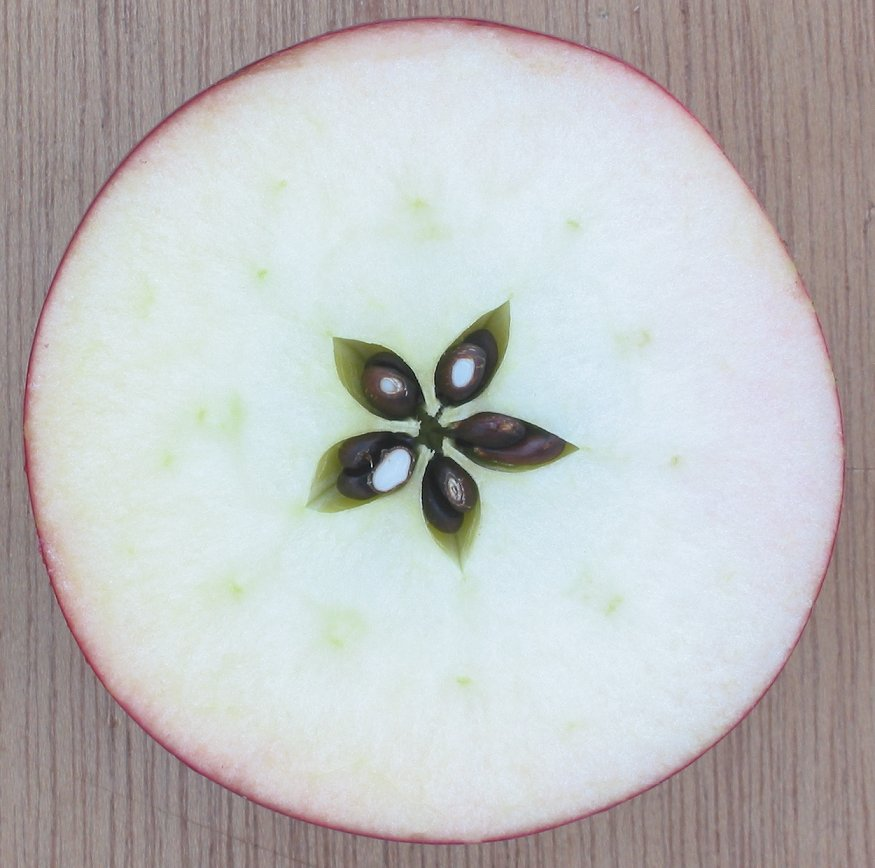
O gineceu de uma maçã contém cinco carpelos, arranjados numa estrela de cinco pontas
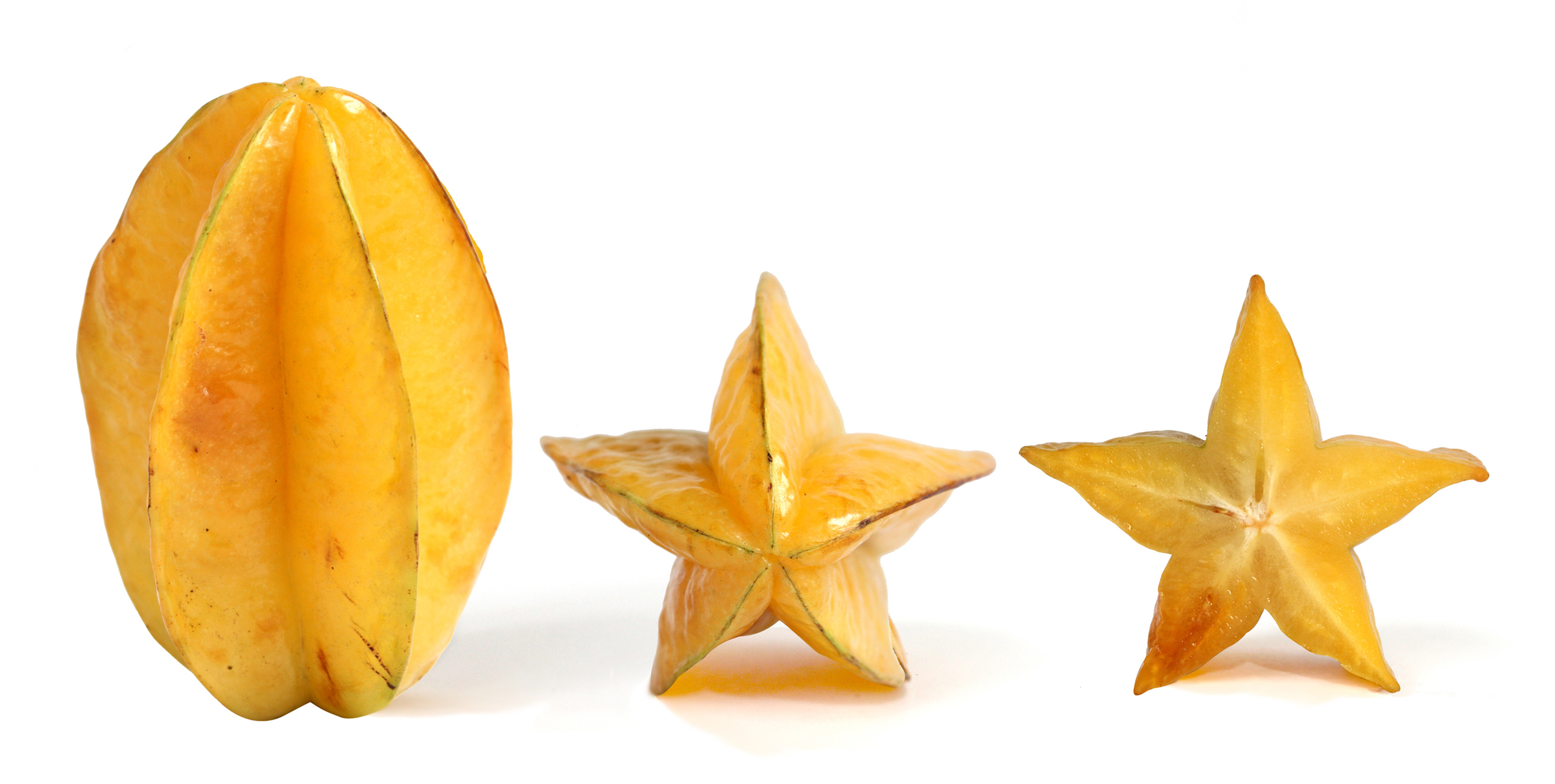
Carambola é outra fruta com simetria pentagonal.

### Animais

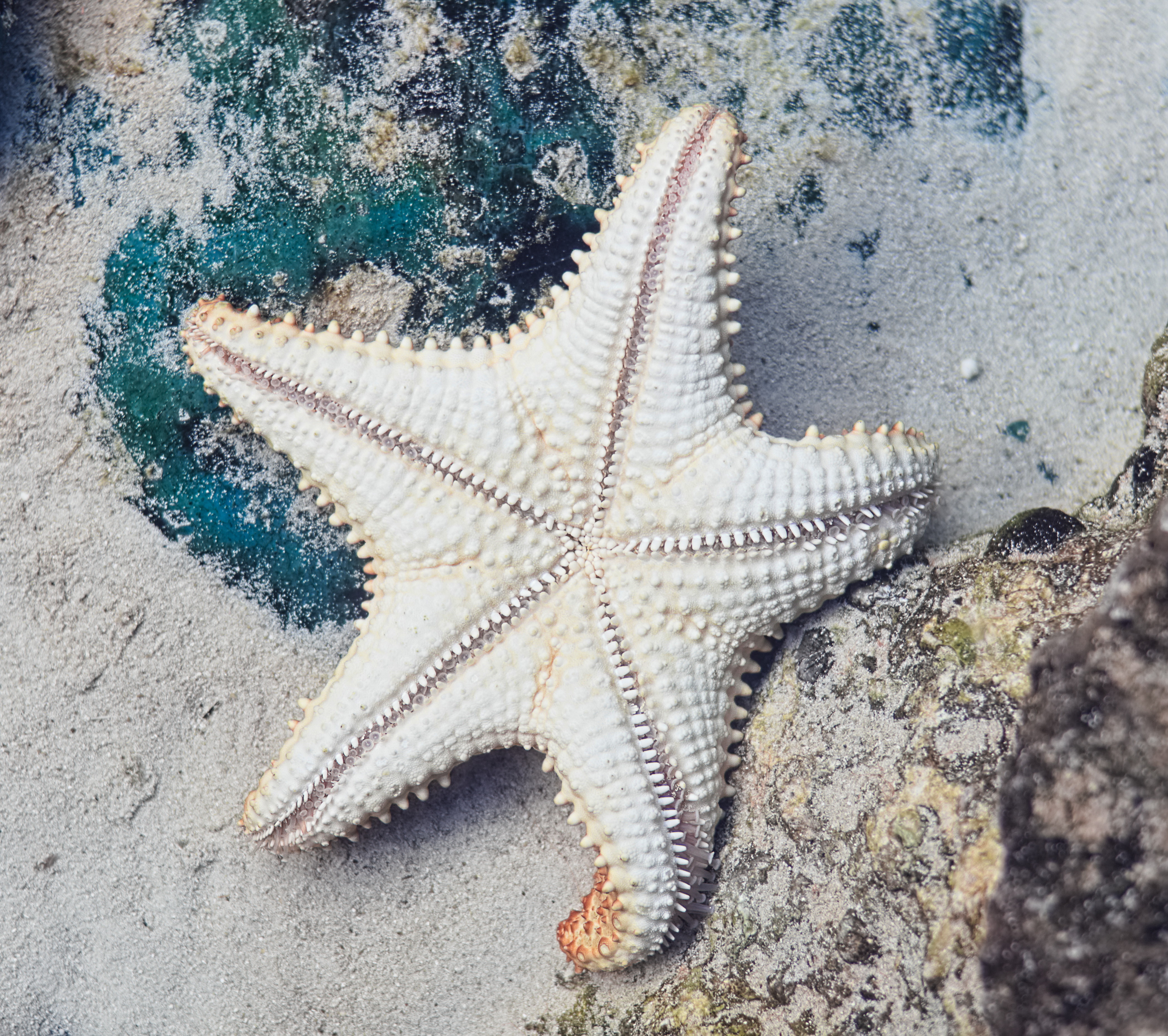
Uma estrela-do-mar. Muitos equinodermas apresentam simetria radial pentagonal.
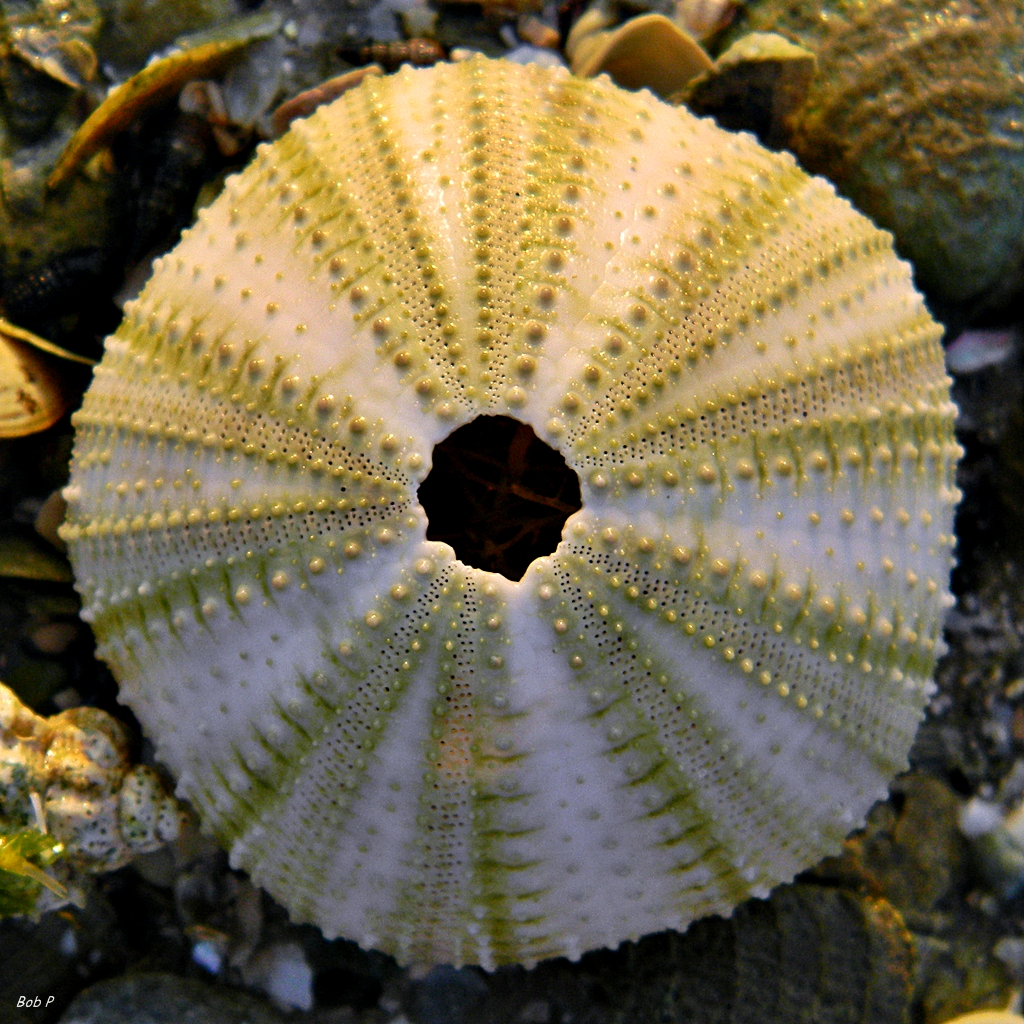
Outro exemplo de equinoderma, um endoesqueleto de ouriço-do-mar.
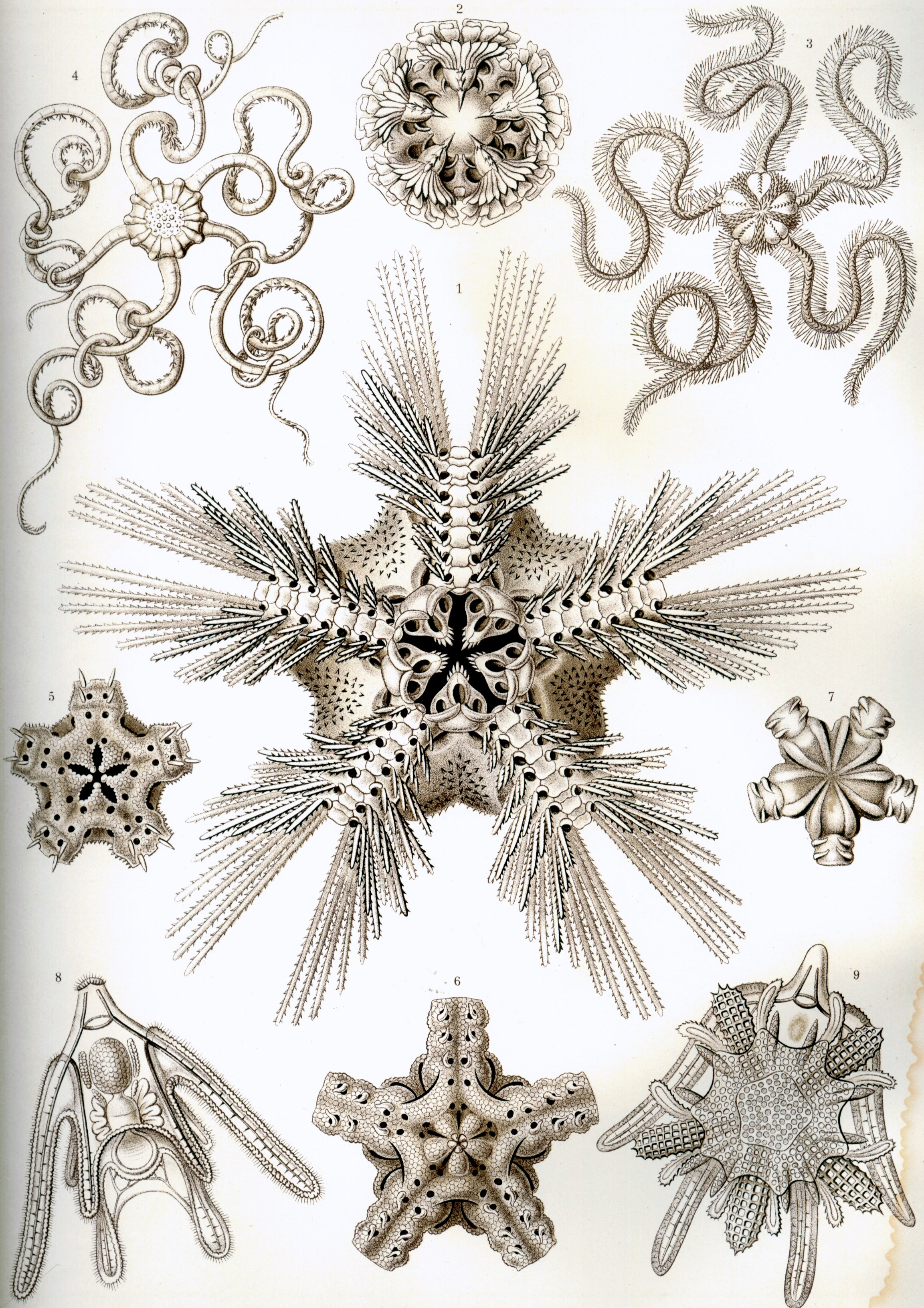
Uma ilustração de estrelas-do-mar quebradiças, que também são equinodermas com uma forma pentagonal.

### Minerais

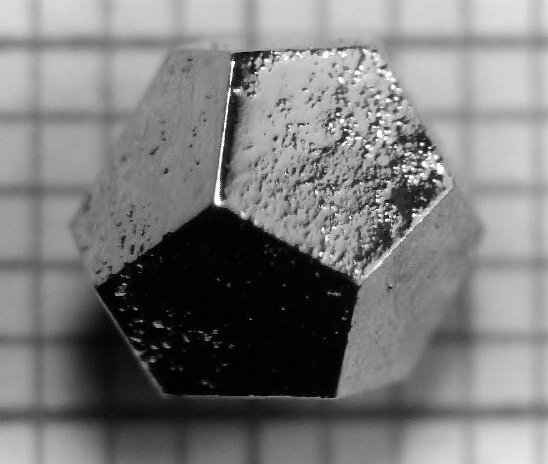
Um Ho-Mg-Zn quasicristal icosaédrico formado como um dodecaedro pentagonal. As faces são genuínos pentágonos regulares.
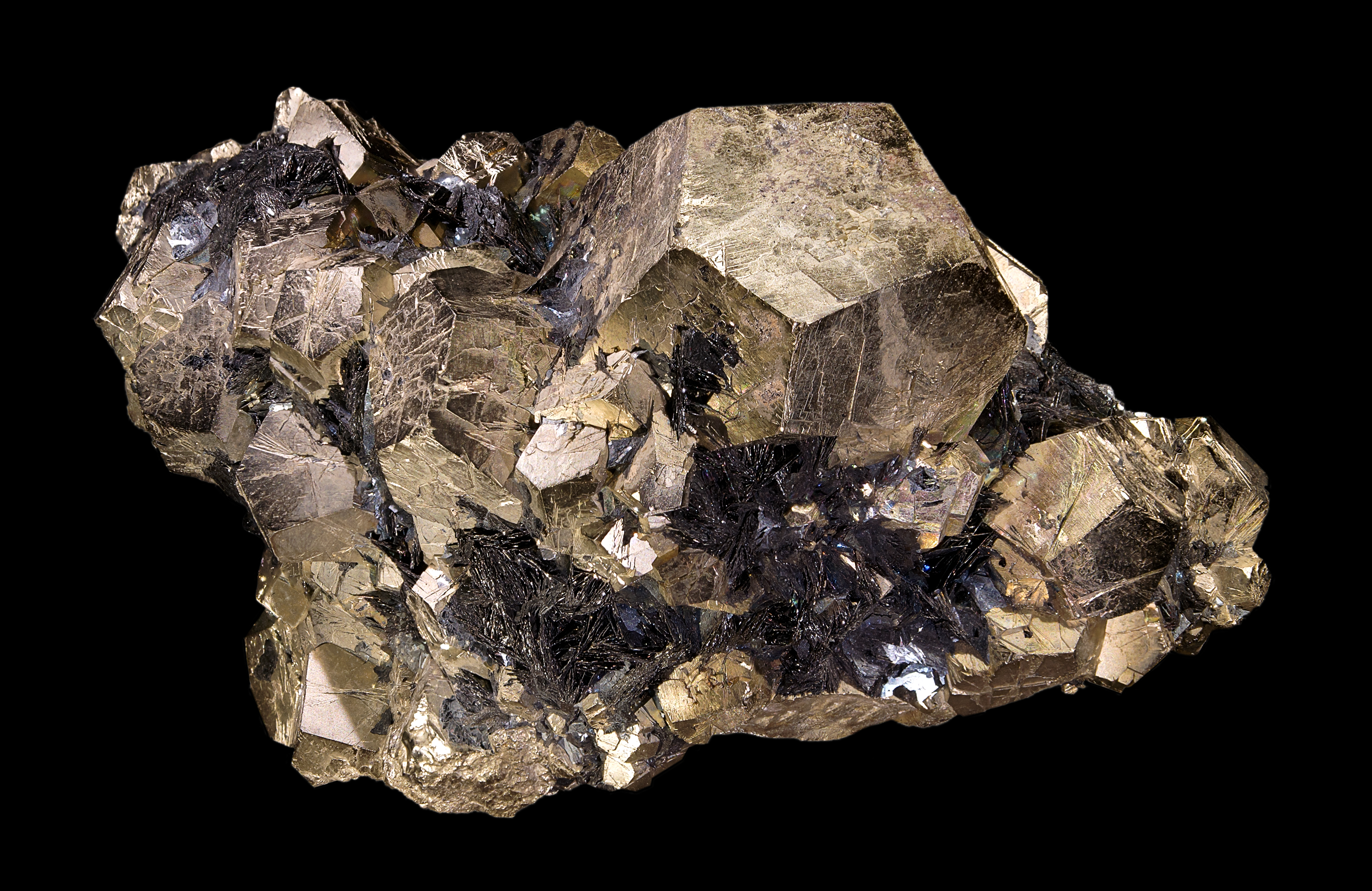
Um cristal piritoédrico de pirita. Um piritoedro tem 12 faces pentagonais idênticas que não são limitados a serem regulares.
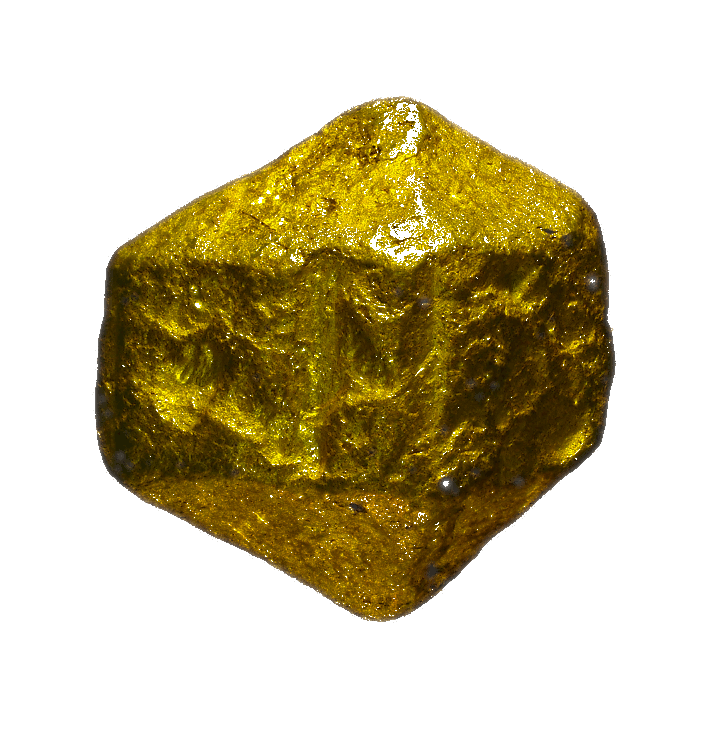
Uma fiveling de ouro de meio centímetro de altura.

## Outros exemplos

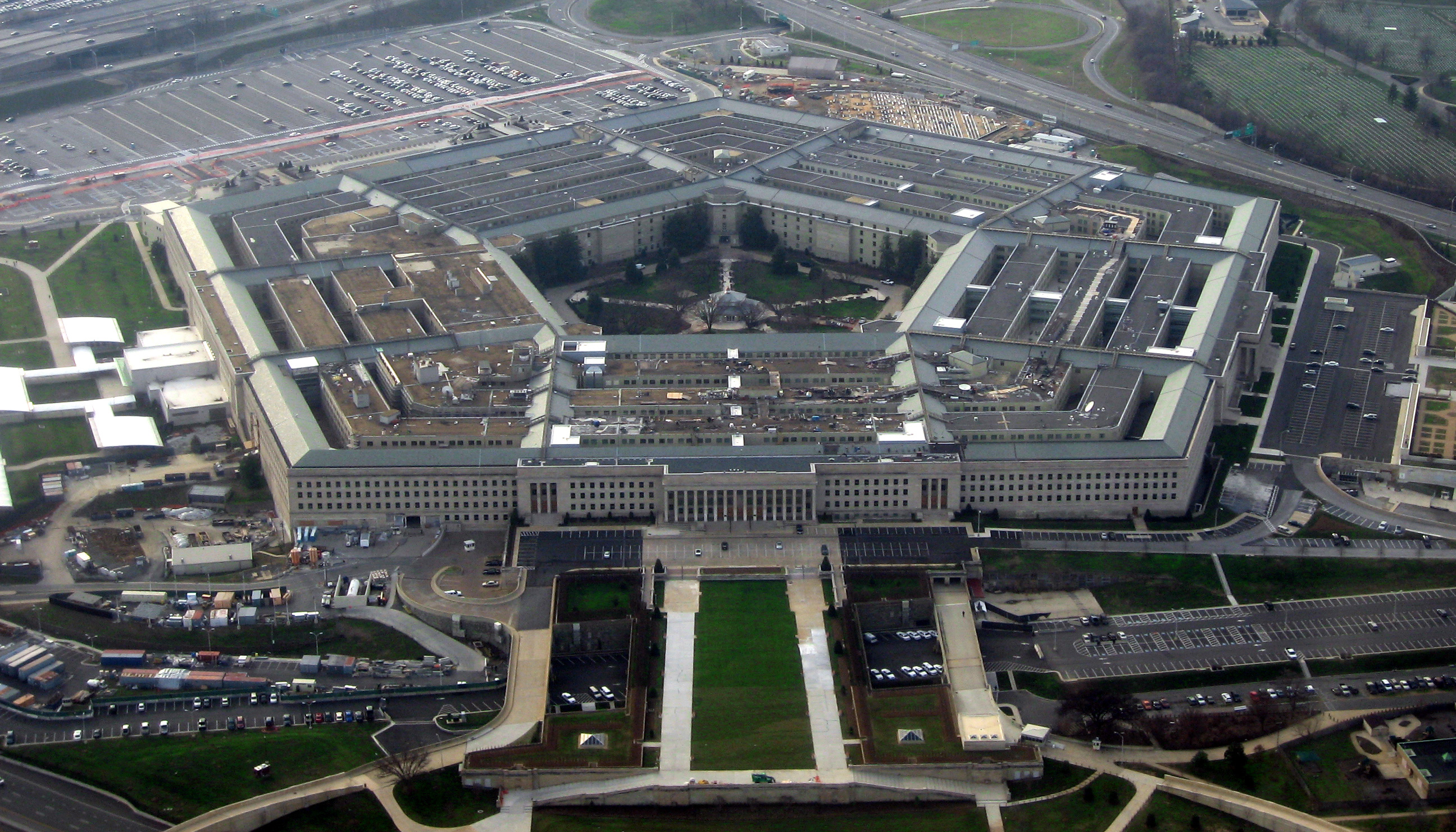
O Pentágono, sede do Departamento de Defesa dos Estados unidos.
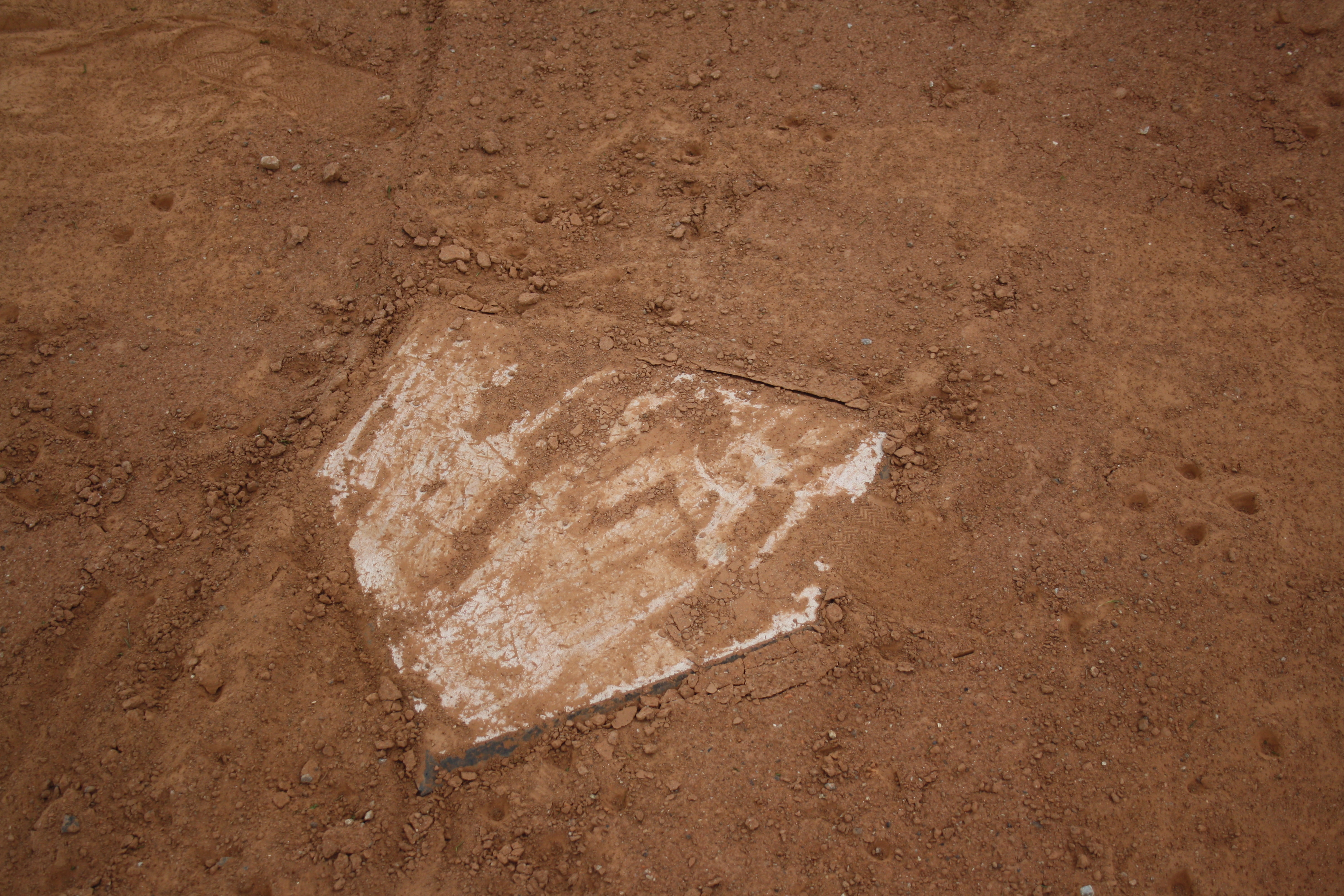
Home plate de um campo de baseball

## External links
- Weisstein, Eric W. «Pentagon». MathWorld (em inglês)
- Animated demonstration construindo um pentágono inscrito com régua e compasso.
- Como construir um pentágono regular usando apenas um compasso e uma régua.
- [https://web.archive.org/web/20080701200220/http://www.mcs.surrey.ac.uk/Personal/R.Knott/Fibonacci/phi2DGeomTrig.html#knot Como dobrar um pentágono regular usando apenas uma tira de papel.
- Definição e propriedades do pentágono, com animação interativa.
- Renaissance artists' approximate constructions of regular pentagons Arquivado em 2021-04-13 no Wayback Machine
- Pentagon. Como calcular várias dimensões de pentágonos regulares.